# قائمة الدول حسب مجموع موارد المياه المتجددة
المياه المتجددة هي كمية المياه السطحية، التي توفرها الأنهار والوديان والضايات خلال السنة ويتأثر منسوبها بالتساقطات السنوية، وتعتبر المياه الجوفية كذلك مياه متجددة شريطة أن يتم تجديدها من خلال تغذيتها بمصادر مياه خارجية).
بمعنى آخر المياه المتجددة هي تلك المياه السطحية أو الجوفية المتاحة للاستعمال البشري من خلال مدة زمنية (سنوية أو بضع سنين)، وترتبط عادة بمعدل التساقطات السنوية.
يمكن الاستفادة من المياه السطحية أو الجوفية المتجددة بتجميعها في منخفضات عن طريق بناء السدود في مشَاريع الريّ.
هذه قائمة الدول حسب إجمالي موارد المياه المتجددة لعام 2020، بناءً على أحدث البيانات المتاحة في يناير 2024، من قبل البنك الدولي ومنظمة الأغذية والزراعة (بيانات AQUASTAT). تمثل المياه العذبة وغير الملوثة 0.003% من إجمالي المياه المتاحة على مستوى العالم.

## أمثلة عن المياه المتجددة

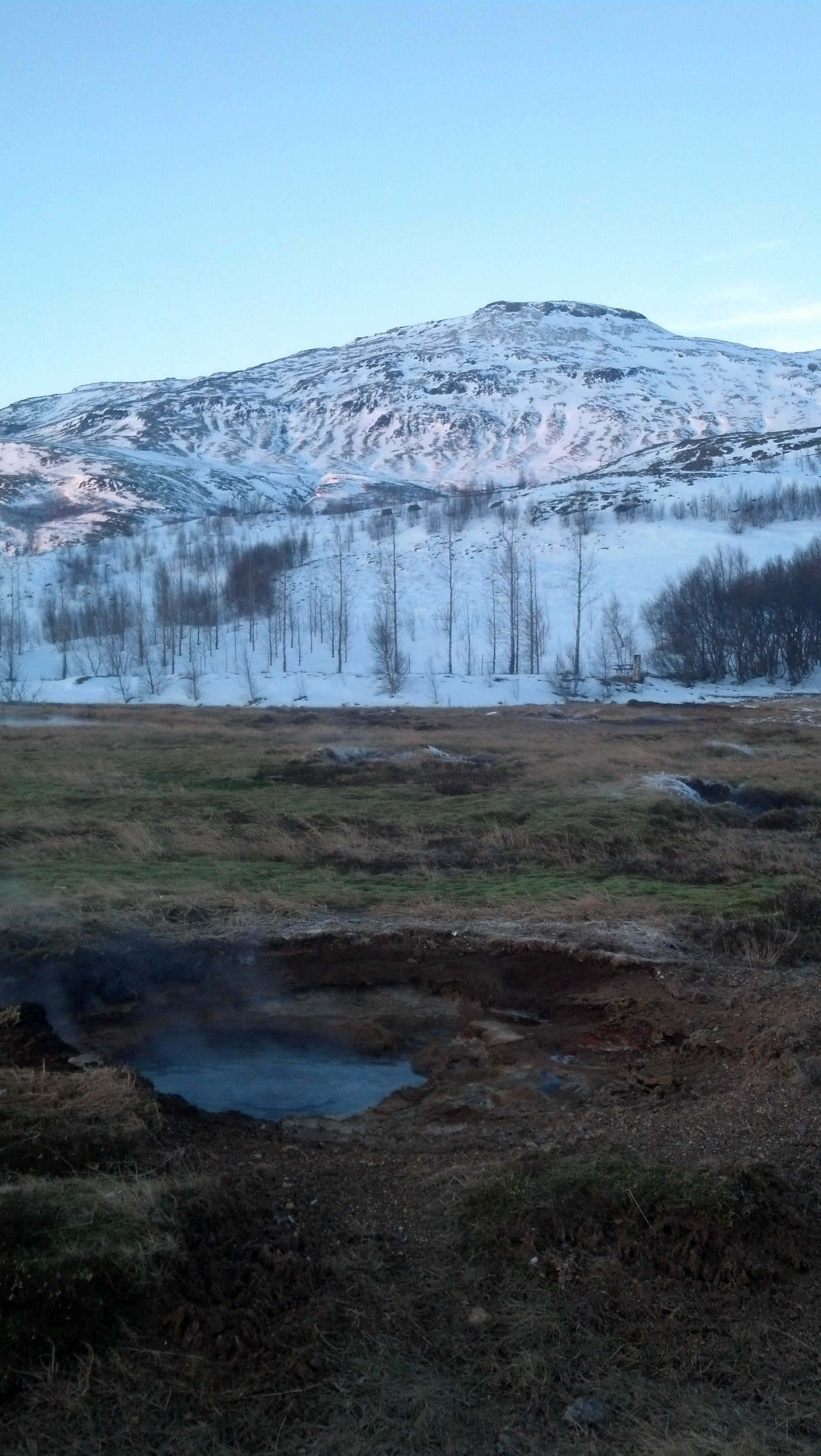
تعتبر الثلوج أحد أهم مصادر المياه المتجددة في العالم التي تغذي الانهار والبحيرات والمياه الجوفية

تعتبر مياه الأنهار والبحيرات بشكل عام مياه متجددة، ونفس الشيء بالنسبة للمياه الجوفية التي تغذيها التساقطات المطرية مباشرة أو تغذيها الأنهار والثلوج بشكل دوري (سنوي)، تعتبر أيضا مياه متجددة.
فيما تعتبر المياه الجوفية العميقة المختزنة في باطن الأرض منذ آلاف السنين، مياها غير متجددة، لأنه لا يتم تغذيتها بمنابع خارجية لها بمياه جديدة، سواء بالأمطار أو الوديان مثلا أو غيرها من السبل الطبيعية المتاحة.

## معالجة مياهالصرف الصحي
وهي تقنية تستعمل في بعض بلدان العالم التي تعاني من شح كبير في معدل الأمطار ومصادر المياه المتجددة، ونتيجة لتزايد السكان والتوسع الحضري، ارتفع الطلب على المياه الصالحة للشرب والري وفي المجال الصناعي، في مقابل ارتفاع وتزايد كمية مياه الصرف الصحي.
وقد تم إعداد دراسات وتطوير تقنيات للإستفادة من المياه المعالجة من قنوات الصرف الصحي وإعادة تدويرها، وذلك بغرض تخفيف الضغط والعبء على المياه السطحية والمياه الصالحة المستعملة للشرب والريّ الفلاحي، وذلك في المجال الصناعي وكذلك لري المساحات الخضراء والمتنزهات.
معالجة مياه الصرف الصحي، هي عملية إزالة الملوثات من مياه الصرف الصحي البلدية، والتي تحتوي بشكل رئيسي على مياه الصرف الصحي المنزلي بالإضافة إلى القليل من مياه الصرف الصناعي. تُستخدم العمليات الفيزيائية والكيميائية والبيولوجية لإزالة الملوثات وإنتاج مياه الصرف المعالجة (أو النفايات السائلة المعالجة) التي تكون آمنة بدرجة كافية لإطلاقها في البيئة. المنتج الثانوي لمعالجة مياه الصرف الصحي هو نفايات شبه صلبة أو ملاط، يُسمى حمأة مياه الصرف الصحي. يجب أن تخضع الحمأة لمزيد من المعالجة قبل أن تكون مناسبة للتخلص منها أو إطلاقها في الأرض. يُمكن أن يُشار إلى معالجة مياه الصرف الصحي أيضا باسم معالجة المياه العادمة. ومع ذلك، فإن هذا الأخير هو مصطلح أوسع يمكن أن يشير أيضًا إلى مياه الصرف الصناعي. بالنسبة لمعظم المدن، سيحمل نظام الصرف الصحي أيضًا نسبة من المخلفات الصناعية السائلة إلى محطة معالجة المياه العادمة، والتي عادةً ما تتلقى معالجة مسبقة في المصانع نفسها لتقليل حمل الملوثات. إذا كان نظام الصرف الصحي عبارة عن شبكة صرف صحي مشتركة، فسيحمل أيضًا مياهًا جارية من المناطق الحضرية (مياه الأمطار) إلى محطة معالجة المياه العادمة. يمكن لمياه الصرف الصحي أن تنتقل إلى محطات المعالجة عبر الأنابيب بالإسالة أو باستخدام المضخات. يشتمل الجزء الأول من تنقية مياه الصرف الصحي عادةً على حاجز قضباني لتصفية المواد الصلبة والأشياء الكبيرة، والتي تُجمع بعد ذلك في مكبات النفايات ويُتخلص منها في مدافن النفايات. تُزال الدهون والشحوم أيضًا قبل المعالجة الأولية لمياه الصرف الصحي.

## مصطلحات
[عدل]
يُستبدل بمصطلح «منشأة معالجة مياه الصرف الصحي» (أو «أعمال معالجة مياه الصرف الصحي» في بعض البلدان) في الوقت الحاضر، مصطلح منشأة معالجة المياه العادمة أو محطة معالجة المياه العادمة.
يمكن معالجة مياه الصرف الصحي بالقرب من المكان الذي تتشكل فيه، والتي يمكن أن يُطلق عليها نظام «لا مركزي» أو حتى نظام «في الموقع» (في خزانات الصرف الصحي أو المرشحات البيولوجية أو أنظمة المعالجة الهوائية). بدلاً من ذلك، يمكن جمع مياه الصرف الصحي ونقلها بواسطة شبكة من الأنابيب ومحطات الضخ إلى محطة معالجة البلدية. وهذا ما يسمى نظام «مركزي».